# Maningory (reka)
Maningory je reka v regiji Analanjirofo na severovzhodnem Madagaskarju.

## Potek
Reka Maningory je iztok iz jezera Alaotra v severovzhodnem Madagaskarju, v regiji Alaotra-Mangoro. na visini od 753 m. Rečni sistem ima svoj izvor pri izvirih reke Sahabe, glavnega pritoka jezera Alaotra, 260 km nad izlivom v morje, na nadmorski višini okoli 1300 metrov. Sama reka Maningory je dolga le okoli 130 km. Od jezera se prebija skozi kanjon, skalnato pregrado do mesta Ambatomafana. Po izhodu iz kanjona teče proti vzhodu s padcem 14 m/km skozi gore na vzhodu do mesta Anjahambe na nadmorski višini 200 m. Za Anjahambe ima Maningori velike meandre in teče v severovzhodni smeri do kraja Ambinanisanio, kjer prejme največji pritok Sandratsio z leve. Po tem Maningori teče z rahlim padcem 1 m/km do sotočja z Indijskim oceanom, 6 km vzhodno od Ampasina Maningory. 90-metrski slapovi Maningory so 20 km od mesta Imerimandroso. 
Območje njenega porečja skupaj z vsemi pritoki iz jezera Alaotra znaša 12.645 km².

## Hidrometrija
Stopnja pretoka Maningoryja je bila izmerjena na hidrološki postaji Andromba na približno polovici povodja, povprečno v letih 1975 do 1988 (v m³/s).
Jezero Alaotra s svojimi obsežnimi močvirji in območji za gojenje riža deluje kot blažilnik odtoka. Shranjuje monsunske padavine in jih sprošča v Maningory s časovnim zamikom. Posledica tega je diagram pretoka, ki se razlikuje od diagrama drugih rek v regiji.